# Enigma-Uhr

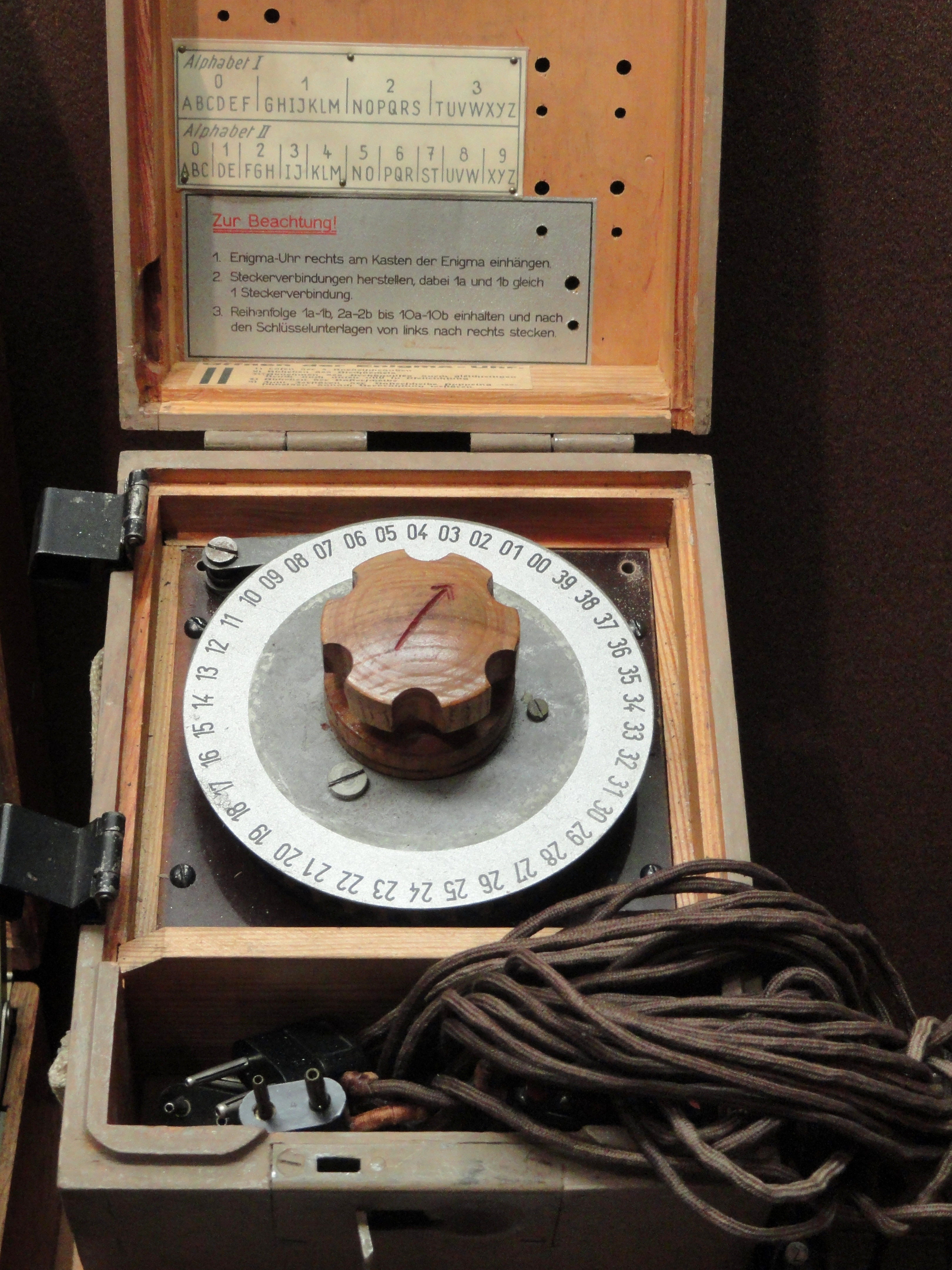
Die Enigma-Uhr

Die Enigma-Uhr (auch: Steckeruhr oder Gerät E.U.) ist ein Zusatzgerät zur Enigma, also der Rotor-Schlüsselmaschine, mit der die deutschen Militärs im Zweiten Weltkrieg ihre Funksprüche verschlüsselten.
Die „Uhr“ wurde ab dem 10. Juli 1944 von der deutschen Luftwaffe als Zusatz zur Enigma I eingeführt. Sie bewirkt ähnlich wie das Steckerbrett der Enigma eine Vertauschung der Buchstaben vor und nach dem Durchlaufen des Walzensatzes der Schlüsselmaschine.

## Bedienung

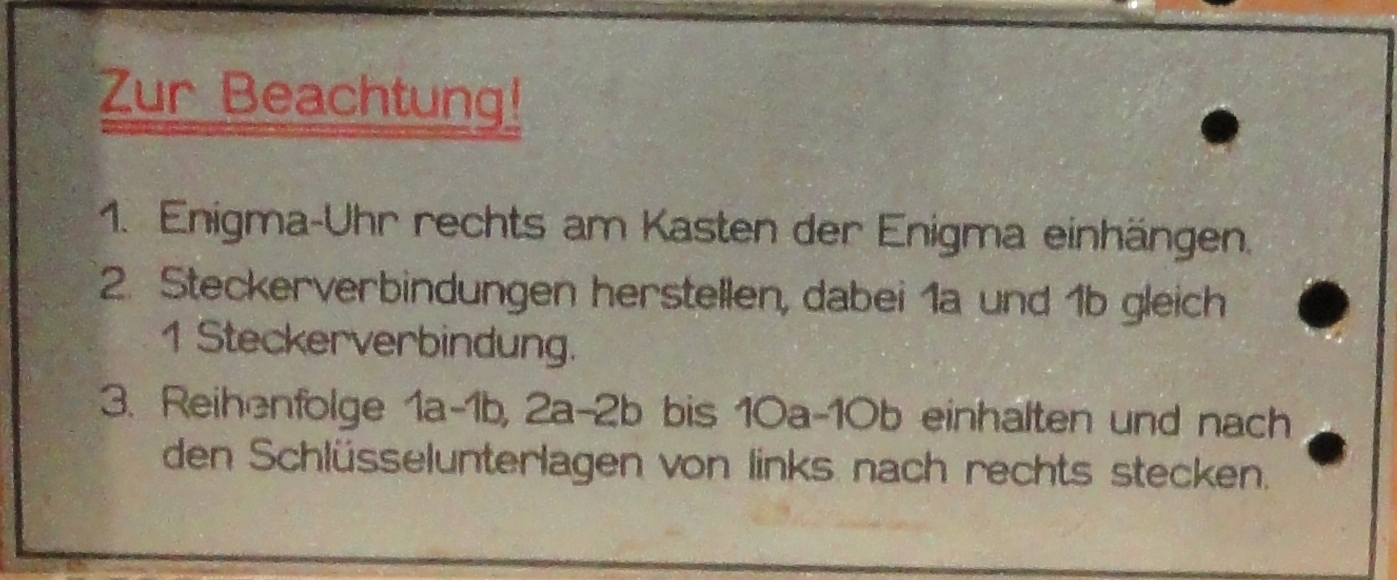
Zur Beachtung!

Die Uhr wurde mit Hilfe von zwanzig Kabelpaaren mit dem Steckerbrett der Enigma verbunden. Die genaue Vorgehensweise war auf einer Plakette „Zur Beachtung!“ beschrieben, die sich auf der Innenseite des Gehäusedeckels der Uhr befindet:
1. Enigma-Uhr rechts am Kasten der Enigma einhängen.
2. Steckerverbindungen herstellen, dabei 1a und 1b gleich 1 Steckerverbindung.
3. Reihenfolge 1a-1b, 2a-2b bis 10a-10b einhalten und nach den Schlüsselunterlagen von links nach rechts stecken.

Abhängig vom geltenden Tagesschlüssel war die Uhr mit den Steckbuchsen an der Frontplatte der Enigma zu verbinden. Die folgende Tabelle zeigt exemplarisch einen Ausschnitt aus einer (damals) geheimen „Schlüsseltafel“, in der auch die Steckerverbindungen vorgeschrieben wurden. Beispielsweise für den 31. des Monats sind dies AD, CN, ET, FL, GI, JV, KZ, PU, QY und WX.
```
Tag UKW  Walzenlage Ringstellung  ---- Steckerverbindungen ----

 31  B   I   IV III    16 26 08    AD CN ET FL GI JV KZ PU QY WX
 30  B   II  V  I      18 24 11    BN DZ EP FX GT HW IY OU QV RS
 29  B   III I  IV     01 17 22    AH BL CX DI ER FK GU NP OQ TY
```

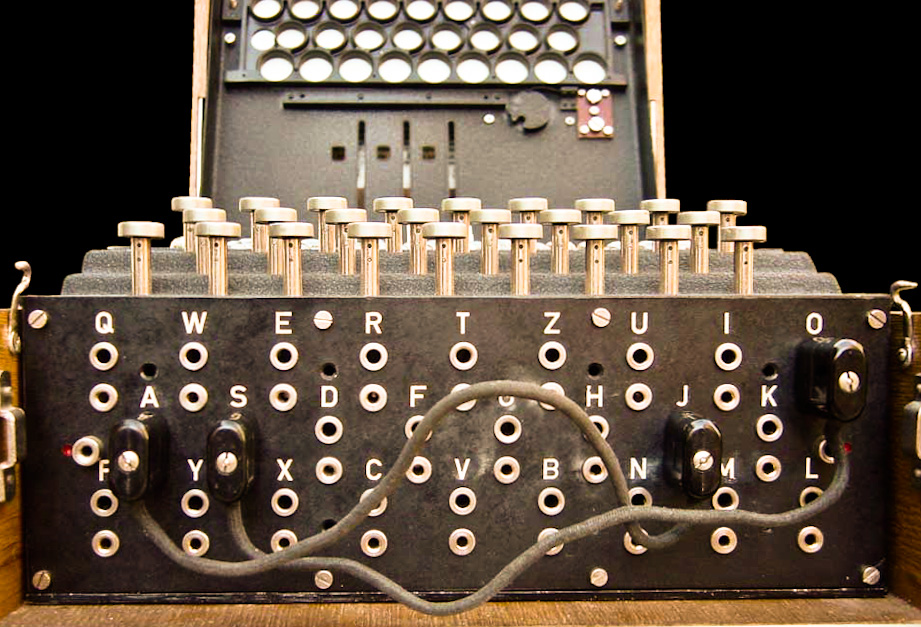
Das Steckerbrett der Enigma
(im Bild ist A mit J und S mit O ohne Uhr direkt gesteckert)

Bei Verwendung der Uhr waren die Steckerverbindungen – anders als üblich – nicht auf dem Steckerbrett der Enigma mit Hilfe von zehn doppelpoligen Kabeln zu stecken, sondern die Steckbuchsen des Steckerbretts waren mit der Uhr zu verbinden. Hierzu dienten zwanzig doppelpolige Kabelschnüre, die auf der einen Seite mit der Uhr verbunden waren und auf der anderen Seite mit doppelpoligen Steckern in das Steckerbrett der Enigma gesteckt wurden. Zehn der Kabelstecker sind mit roter Farbe gekennzeichnet und die anderen zehn sind weiß markiert. Die jeweils obere Buchse eines Buchsenpaars des Steckerbretts der Enigma hat einen etwas größeren Durchmesser (4 mm) als die untere (3 mm), ebenso weisen die Kabelstecker der Uhr entsprechende unterschiedliche Durchmesser auf, so dass sie nur in einer Orientierung eingesteckt werden können.
Beim Stecken der Verbindungen entsprechend der Schlüsselunterlage war die folgende Reihenfolge einzuhalten. Zuerst wurde der rot gekennzeichnete erste Doppelstecker (1a) der Uhr in die doppelpolige Steckbuchse der Enigma gesteckt, die als erste im Tagesschlüssel genannt wurde, also im betrachteten Beispielfall „A“. Der weiße Doppelstecker (1b) war dann in die Buchse für den zweiten Buchstaben, hier „D“ zu stecken und so weiter bis zum zehnten Paar. Als letztes Paar war laut Schlüsseltafel der rote Stecker (10a) in die Buchse „W“ und der weiße (10b) in die Buchse „X“ des Steckerbretts der Enigma einzustecken.

## Funktion
Innerhalb der Uhr werden die Buchstaben mit Hilfe von zwei im Kreis angeordneten konzentrischen Kontaktreihen aus jeweils vierzig Kontakten vertauscht, die untereinander nach einem festen Schema jeweils paarweise verdrahtet waren (Abkürzungen: ws = weiß, rt = rot). Diese Zuordnung kann mit einem Drehschalter (in der Mitte) der Uhr um jeweils eine Position verschoben werden. Für die Stellung 00 des Drehschalters gilt die folgende Zuordnung:
```
Ausgang (ws) Uhrkontakt (ws) Uhrkontakt (rt) Eingang (rt)
07b (dick)      00              00            01a (dick)
                01              01
07b (dünn)      02              02            01a (dünn)
                03              03
01b (dick)      04              04            02a (dick)
                05              05
01b (dünn)      06              06            02a (dünn)
                07              07
08b (dick)      08              08            03a (dick)
                09              09
08b (dünn)      10              10            03a (dünn)
                11              11
06b (dick)      12              12            04a (dick)
                13              13
06b (dünn)      14              14            04a (dünn)
                15              15
02b (dick)      16              16            05a (dick)
                17              17
02b (dünn)      18              18            05a (dünn)
                19              19
09b (dick)      20              20            06a (dick)
                21              21
09b (dünn)      22              22            06a (dünn)
                23              23
05b (dick)      24              24            07a (dick)
                25              25
05b (dünn)      26              26            07a (dünn)
                27              27
03b (dick)      28              28            08a (dick)
                29              29
03b (dünn)      30              30            08a (dünn)
                31              31
10b (dick)      32              32            09a (dick)
                33              33
10b (dünn)      34              34            09a (dünn)
                35              35
04b (dick)      36              36            10a (dick)
                37              37
04b (dünn)      38              38            10a (dünn)
                39              39
```

Die hier als „weiß“ (ws) beziehungsweise „rot“ (rt) bezeichneten Kontakte im Inneren der Uhr waren auf scheinbar regellose (damals) geheime Weise nach folgendem Schema miteinander verbunden:
```
Uhrkontakt (ws) 00 01 02 03 04 05 06 07 08 09 10 11 12 13 14 15 16 17 18 19
Uhrkontakt (rt) 26 11 24 21 02 31 00 25 30 39 28 13 22 35 20 37 06 23 04 33
```

```
Uhrkontakt (ws) 20 21 22 23 24 25 26 27 28 29 30 31 32 33 34 35 36 37 38 39
Uhrkontakt (rt) 34 19 32 09 18 07 16 17 10 03 08 01 38 27 36 29 14 15 12 05
```

Der Drehschalter (in der Mitte) der Uhr hat vierzig Stellungen (00 bis 39). Die in der Tabelle (weiter oben) angegebene Zuordnung verschiebt sich entsprechend um jeweils eine Position. Jede Stellung des Schalters bewirkt somit eine unterschiedliche Vertauschung der jeweils zwanzig Buchstaben, die zwischen Uhr und Steckerbrett verkabelt wurden. Die restlichen sechs Buchstaben des Alphabets bleiben „ungesteckert“ und werden nicht vertauscht.

## Verwendung
Anders als das Steckerbrett der Enigma, das stets eine involutorische Permutation hervorruft, sind die durch die Uhr bewirkten Buchstabenpermutationen nichtinvolutorisch. Dies hat große kryptographische Vorteile und macht die Enigma mit Uhr wesentlich widerstandsfähiger gegen Entzifferungsangriffe als ohne Uhr. Allerdings wurde sie von der Luftwaffe – vermutlich aufgrund kriegsbedingter Produktionsengpässe – nur vereinzelt eingesetzt.
Die innere Verdrahtung der Uhr ist so gestaltet, dass in jeder vierten Position des Drehschalters eine involutorische Permutation erzeugt wird, während sie in allen anderen Stellungen nichtinvolutorisch ist. In Stellung „00“ des Drehknopfes sind die Vertauschungen identisch zu den äußeren Steckerverbindungen.

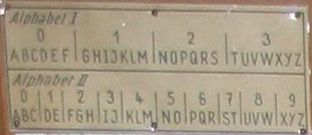
Alphabete

Die einzustellende Position des Drehschalters musste dem befugten Empfänger des verschlüsselten Funkspruchs separat zum Tagesschlüssel mitgeteilt werden. Dies geschah in den ersten Wochen der Verwendung der Uhr durch Angabe der in Worten ausgedrückten Zahl, die die Position des Drehschalters beschrieb, also einer Angabe zwischen NULL (00) und DREINEUN (39). Ab dem 2. November 1944 wurde die Stellung des Drehschalters in Form von vier Buchstaben codiert. Hierbei kamen zwei Alphabete zur Anwendung, die im Inneren des Gehäusedeckels auf einer Plakette angegeben sind.
```
Alphabet I
     0              1              2              3
A B C D E F   G H I J K L M   N O P Q R S   T U V W X Y Z
```

```
Alphabet II
  0      1      2      3      4      5      6      7      8       9
A B C   D E   F G H   I J   K L M   N O   P Q R   S T   U V W   X Y Z
```

Will man beispielsweise die Schalterposition „39“ codieren, so benutzt man für die erste Ziffer, also „3“, einen Ersatzbuchstaben aus dem Alphabet I und für die zweite Ziffer, also „9“, einen Buchstaben des Alphabets II. Zur Sicherung gegen Übertragungsfehler wird jede Ziffer zweimal hintereinander codiert, also verdoppelt. Aus „39“ wird so „3399“ und anschließend beispielsweise „TZXY“. Der Empfänger kann mit seinen beiden identischen Alphabeten dies wieder in „3399“ zurückübersetzen und weiß dann, dass er zur Entschlüsselung den Schalter in Stellung „39“ zu drehen hat.
Durch die Benutzung der Uhr wurde die Sicherheit der Verschlüsselung wesentlich verbessert. Wichtig ist, dass im Gegensatz zum Steckerbrett der Enigma die Permutation durch die Uhr nichtinvolutorisch ist. Dies führt zwar nicht zu einer insgesamt nichtinvolutorischen Arbeitsweise der Enigma – diese bleibt nach wie vor involutorisch – immerhin wird jedoch die Involutorik des Steckerbretts aufgehoben. So gelang es den Deutschen (freilich ohne dass sie dies wussten oder auch nur ahnten) einen Großteil der in Bletchley Park während des Krieges erarbeiteten britischen Methodiken zur Entzifferung der Enigma zu überlisten. Beispielsweise setzt das von Gordon Welchman entwickelte diagonal board (deutsch: „Diagonalbrett“) die Involutorik der „Steckerung“ voraus. Da diese durch die Uhr aufgehoben wurde, war das Diagonalbrett plötzlich unwirksam.

## Entzifferung

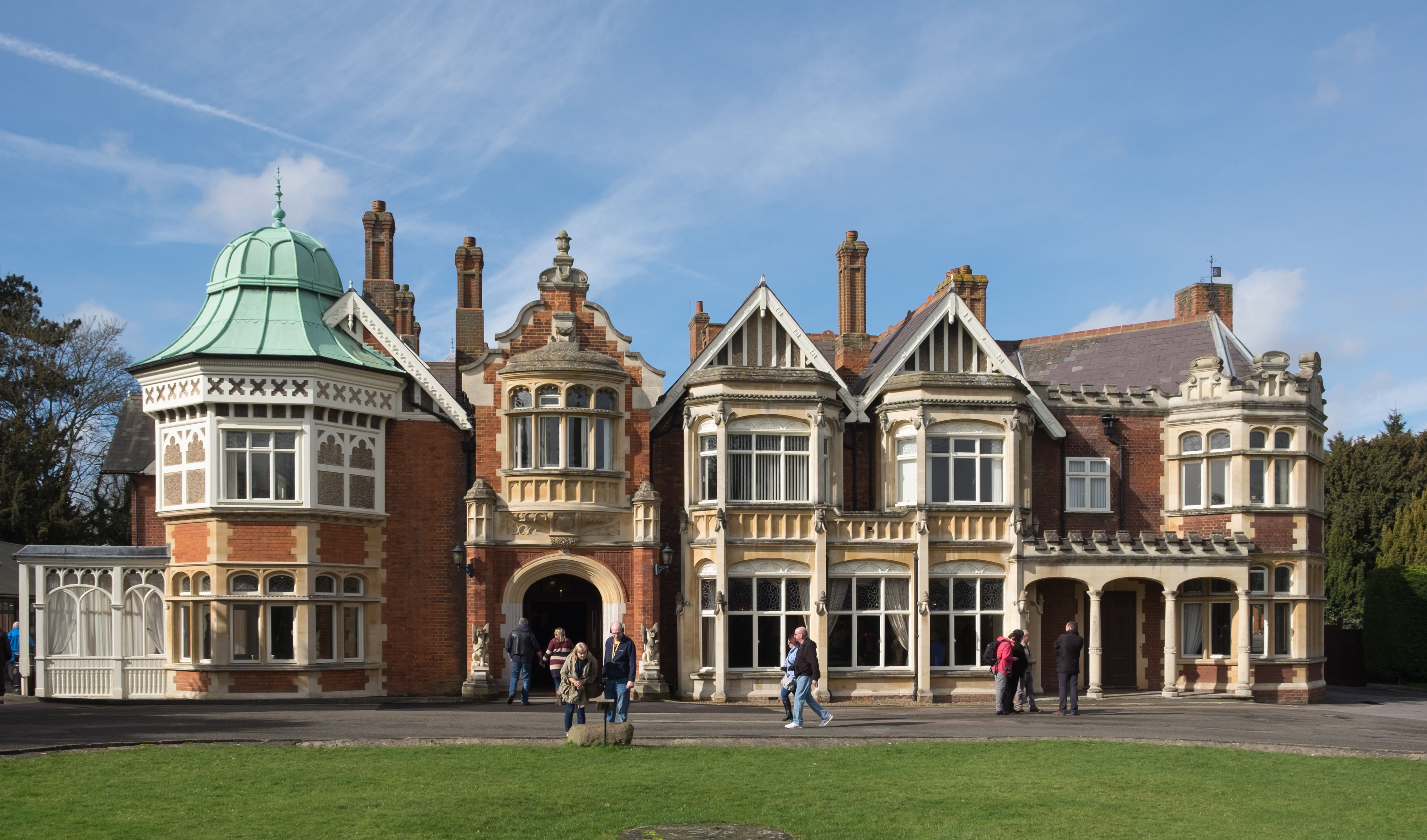
Das Herrenhaus (engl. the mansion) von Bletchley Park war die Zentrale der britischen Codeknacker und ist heute ein Museum

Die vielen Fehler, die den Deutschen im Umgang mit ihren Schlüsselmaschinen unterliefen, erlaubten den britischen Codeknackern in Bletchley Park auch den Einbruch in dieses durch die Uhr gestärkte Verschlüsselungsverfahren. Ein Fehler bestand darin, dass die Luftwaffe die Uhr nicht schlagartig und flächendeckend einführte, sondern sie nur in wenigen Schlüsselkreisen vereinzelt benutzte. Daneben blieben viele Schlüsselkreise ganz ohne Uhr bestehen. Dazu kam, dass Funksprüche buchstabengleich mit den unterschiedlichen Verfahren verschlüsselt und gesendet wurden. Da die britischen Codeknacker Funksprüche, die mit der Enigma ohne Uhr verschlüsselt wurden, bereits routinemäßig entzifferten, konnten sie durch die vorliegenden Geheimtext-Geheimtext-Kompromisse die starre Arbeitsweise der Uhr rekonstruieren. Es gab ja nur vierzig verschiedene Möglichkeiten der Permutation, die die Uhr bewirken konnte. Insofern war es ein festes Verfahren, das der Enigma überlagert wurde, und das daher von den Briten, nachdem sie die Methode erkannt und rekonstruiert hatten, leicht abgestreift werden konnte. Danach griffen wieder ihre üblichen bewährten Entzifferungsmethoden.